# Ivan Ilić (siatkarz)
Ivan Ilić (ur. 18 grudnia 1976 roku) – serbski siatkarz, występujący na pozycji rozgrywającego. Występował m.in. w Aon hotVolley Wiedeń, do którego przybył z OK Budućnost Podgorica.
W latach 2007–2011 siatkarz ASSECO Resovii.
Od czerwca 2015 został pierwszym trenerem podkarpackiej drużyny siatkarskiej Wisłok Strzyżów.
Żonaty z Mirjaną, mają córkę Vanję.

## Sukcesy klubowe
- 2011 –  brązowy medal Mistrzostw Polski z Asseco Resovia
- 2010 –  brązowy medal Mistrzostw Polski z Asseco Resovia
- 2009 –  srebrny medal Mistrzostw Polski z Asseco Resovia

## Sukcesy reprezentacyjne
- 2. miejsce w Lidze Światowej 2005 z reprezentacją Serbii i Czarnogóry